# Hysterostomella orbiculata
Hysterostomella orbiculata är en svampart som först beskrevs av P. Syd. & Syd., och fick sitt nu gällande namn av Arx 1962. Hysterostomella orbiculata ingår i släktet Hysterostomella och familjen Parmulariaceae.   Inga underarter finns listade i Catalogue of Life.